# Jannes
Jannes Wolters, noto semplicemente come Jannes (Emmen, 26 giugno 1973), è un cantante olandese, dedito principalmente ai generi pop-levenslied e professionalmente in attività dalla fine degli anni novanta-inizio anni duemila.
Soprannominato il "re dei pirati", corso della sua carriera, ha pubblicato una quindicina di album. Tra i suoi singoli di maggiore successo, figurano Adio, amore, adio, Een beetje meer, Laat de zon maar schijnen e Mijn naam is Jannes.

## Biografia
Jannes Wolters nasce a Emmen, nella Drenthe, il 26 giugno 1973.
Si appassiona dalla musica sin da ragazzo, grazie ai genitori e al nonno, che suona la fisarmonica e, dopo essersi dedicato allo studio di vari strumenti, decide di optare per il canto.
Raggiunge la popolarità nel 1999 grazie al brano Ben jij bij me che viene trasmesso da varie emittenti radiofoniche pirata.
In seguito, nel 2001 pubblica il suo primo album, intitolato Bella Bianca. L'anno successivo, pubblica l'album Van Casablanca naar Napoli.: l'album, al quale collabora, tra gli altri, anche il popolare cantante Frans Bauer, vende circa 30.000 copie.
Nel 2003, pubblica il suo terzo album, Met jou kan ik het leven aan, che vende circa 15.000 copie.
Il 10 aprile dell'anno seguente, partecipa allo Heineken Music Hall ad un concerto in onore di Johnny Hoes. Sempre nel 2004, inizia una collaborazione con i produttori Emile Hartkamp e Norus Padidar: la collaborazione porta alla realizzazione del l'album Gewoon Jannes, dal quale viene estratto il singolo Adio, amore, adio.
L'anno seguente, pubblica il singolo, "firmato" da Hartkamp e Padidar Een beetje meer, che raggiunge il terzo posto delle classifiche nei Paesi Passi. Nello stesso anno, viene realizzata una docu-soap sulla sua vita, che porta il titolo del suo ultimo album Gewoon Jannes e che viene trasmessa da RTV Oost e distribuita in un doppio dvd.
Sempre nel 2005, pubblica l'album Als het zonnetje schijnt, con il quale raggiunge per la prima volta nella sua carriera la Top Ten della classifica degli album più venduti nei Paesi Bassi. L'album staziona inoltre per una settimana al primo posto e rimane in classifica per 50 settimane.
Nel 2017, festeggia i suoi quindici anni di carriera con un concerto ad Arnhem.

## Discografia

### Album
- 2001 –  Bella Bianca
- 2002 –  Van Casablanca naar Napoli
- 2003 –  Met jou kan ik het leven aan
- 2004 – Gewoon Jannes
- 2004 – Mega Piratenfestijn Nieuwleusen 4
- 2005 –  Als het zonnetje schijnt
- 2006 –  Laat me vrij
- 2007 –  Mijn naam is… Jannes
- 2008 – Meer dan en vriend
- 2009 – De nieuwe van…
- 2010 –  Het best van Jannes
- 2011 –  Lach, leef en geniet
- 2012 –  Op volle kracht
- 2013 –  Wij vieren het leven
- 2015 –  Zoals ik ben
- 2017 –  Gevoel van samen zijn

## Filmografia
- Gewoon Jannes - docu-soap (2005)